# Pulsatilla chinensis
Pulsatilla chinensis är en ranunkelväxtart som först beskrevs av Aleksandr Andrejevitj Bunge, och fick sitt nu gällande namn av Eduard August von Regel. Pulsatilla chinensis ingår i släktet pulsatillor, och familjen ranunkelväxter. Utöver nominatformen finns också underarten P. c. kissii.